# Maetani Koremitsu
Maetani Koremitsu (jap. 前谷 惟光; * 8. Dezember 1917 in Tokio; † 23. Oktober 1974) war ein japanischer Manga-Zeichner.
Bevor er 1939 nach Festlandchina an die Front bei Burma eingezogen wurde, hatte er als propagandistischer Künstler für Tōhō gearbeitet.
Nach dem Krieg wandte er sich dem Comiczeichnen zu. 1951 brachte er mit Kasei no hachi-chan (火星の八ちゃん) im Magazin Shōnen Shōjo Yomiru (少年少女読売) seinen ersten Manga heraus. Es folgte Toppi Hakase (トッピ博士). 1955 begann er im Magazin Shōnen Club die beliebte Comicserie Robatto Santōhei (ロボット三等兵), die er als ein Plädoyer gegen Krieg konzipierte. Diese Serie wurde 1958 in zwölf Sammelbänden herausgegeben, später von Kōdansha in sechs. Zu seinen weiteren Werken zählen Dairake nitōhei (ダイラケ二等兵) und Gokuraku shinshi (ごくらく紳士).